# George Voinovich

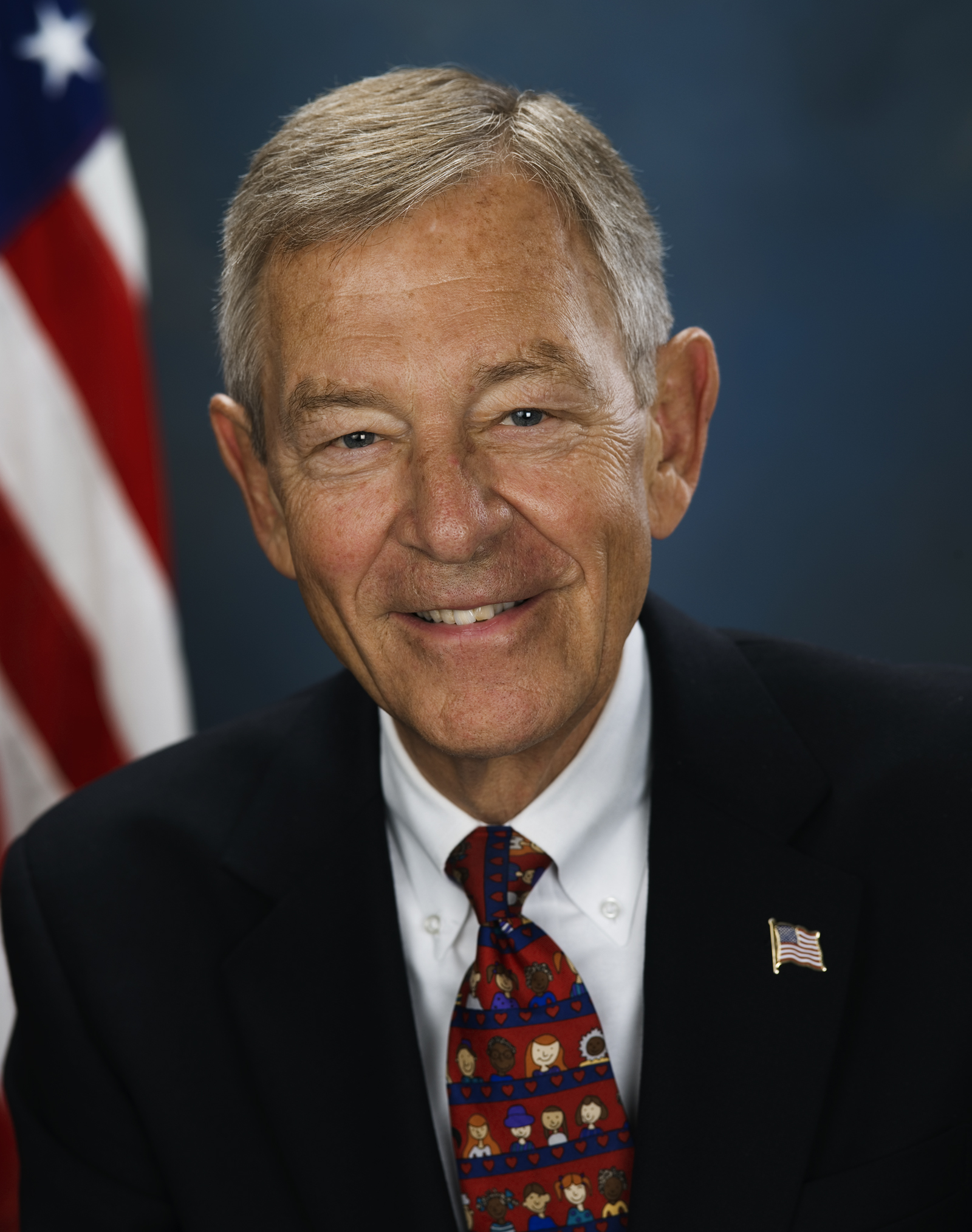
George Voinovich (2006)

George Victor Voinovich (* 15. Juli 1936 in Cleveland, Ohio; † 12. Juni 2016 ebenda) war ein US-amerikanischer Politiker der Republikanischen Partei. Er war von 1991 bis 1998 der 65. Gouverneur von Ohio und vertrat diesen Bundesstaat von 1999 bis 2011 im US-Senat.

## Frühe Jahre und politischer Aufstieg
George Voinovich besuchte die Ohio University und studierte dort bis 1961 an der juristischen Fakultät Jura. In den Jahren 1963 und 1964 war er stellvertretender Attorney General von Ohio. Von 1967 bis 1971 saß er als Abgeordneter im Repräsentantenhaus von Ohio. Danach war er von 1971 bis 1976 Revisor (Auditor) im Cuyahoga County. Anschließend arbeitete er 1977 und 1978 als Verwaltungsbeamter (County Commissioner) in diesem Bezirk, ehe er dann zum Vizegouverneur von Ohio gewählt wurde. Von diesem Amt trat er im Jahr 1980 zurück, nachdem er mit 56 Prozent der Stimmen gegen den Demokraten Dennis Kucinich zum Bürgermeister von Cleveland gewählt worden war.
1988 kandidierte Voinovich erstmals für das Amt des US-Senators, unterlag jedoch mit 43 Prozent der Stimmen Howard Metzenbaum von den Demokraten, welcher 57 Prozent der Stimmen auf sich vereinen konnte. Es war die einzige Wahlniederlage seines politischen Lebens.
1990 legte er sein Amt als Bürgermeister von Cleveland nieder, als er mit 56 Prozent der Stimmen als republikanischer Kandidat gegen Anthony J. Celebrezze junior von den Demokraten zum neuen Gouverneur seines Staates gewählt wurde. Er war der erste Gouverneur eines US-Bundesstaates mit serbischer Abstammung.

## Gouverneur von Ohio
George Voinovich trat sein neues Amt am 14. Januar 1991 an. Im November 1994 wurde er von den Wählern bestätigt. In seiner Amtszeit war er Mitglied und Vorsitzender von mehreren Gouverneursvereinigungen. In seiner Regierungszeit sank die Arbeitslosenquote von Ohio auf den niedrigsten Stand seit 25 Jahren. Auf der anderen Seite entstanden etwa 500.000 neue Arbeitsplätze. Damals erlebte Ohio einen wirtschaftlichen Aufschwung, der bis 2001 anhalten sollte. Nach der Staatsverfassung durfte Voinovich im Jahr 1998 nicht direkt wieder kandidieren. Daher bewarb er sich um einen Sitz im Senat der Vereinigten Staaten. Nach der erfolgreichen Wahl trat er am 31. Dezember 1998 vom Amt des Gouverneurs zurück, da seine Amtszeit im Senat bereits am 3. Januar 1999 begann, während jene im Gouverneursamt erst am 11. Januar auslief. Für die restlichen elf Tage übernahm Vizegouverneurin Nancy Hollister das Gouverneursamt, bevor der ebenfalls im November gewählte Bob Taft zum Gouverneur wurde.

## US-Senator
Ab Januar 1999 vertrat Voinovich seinen Staat im US-Senat. Im Jahr 2004 wurde er erneut in dieses Amt gewählt. Er setzte sich für einen Truppenabzug aus dem Irak ein. Am 3. Januar 2011 schied er aus dem Senat aus, nachdem er auf eine erneute Kandidatur verzichtet hatte. Nach einer Erhebung des Politikmagazins National Journal war er im Jahr 2010 das Senatsmitglied seiner Partei mit dem liberalsten Abstimmungsverhalten.
Voinovich war 2003–2007 Vorsitzender des Ethikausschusses.

## Privatleben
George Voinovich war seit 1962 mit Janet Allan verheiratet, mit der er vier Kinder bekam; das jüngste starb mit neun Jahren bei einem Verkehrsunfall.